# Neurotic Records
Neurotic Records — независимый лейбл экстремального метала, находящийся в Тилбурге в Нидерландах и специализирующихся преимущественно на дэт-метале. Лейбл основан в конце 2003 года Руудом Лемменом, который изначально был ответственен за американский лейбл Unique Leader.
Neurotic Records участвуют и непосредственно отвечают за ежегодный дэт-метал фестиваль Neurotic Deathfest, ранее известный как Rotterdam Deathfest. Название были изменено в целях рекламы, а также для «отвязки» фестиваля от одного города.
В середине 2007 года лейбл подписал лицензионное соглашение с американским лейблом Willowtip для распространения продукции Neurotic Records в Северной Америке, Канаде и Мексике, ранее недоступных. Neurotic Records довольно популярна в Европе, Австралии и Новой Зеландии.

## Список коллективов

### Текущие контракты
- Arsebreed
- Disavowed
- Corpus Mortale
- Kronos
- Panzerchrist
- Prostitute Disfigurement
- Ruins
- Visceral Bleeding

### Истекшие контракты
- Fleshgod Apocalypse (подписан контракт с Willowtip Records)
- Psycroptic (подписан контракт с Nuclear Blast Records)
- Sauron (подписан контракт с Folter Records)
- Sickening Horror (подписан контракт с Soulflesh Collector Records)
- Spawn Of Possession (подписан контракт с Relapse Records)
- Ulcerate (подписан контракт с Relapse Records)

### Релизы
- Corpus Mortale — With Lewd Demeanor (2003)
- Visceral Bleeding — Transcend Into Ferocity (2004)
- Sauron — For A Dead Race (2004)
- Visceral Bleeding — Remnants Revived (2005)
- Prostitute Disfigurement — Left In Grisly Fashion (2005)
- Ruins — Spun Forth As Dark Nets (2005)
- Arsebreed — Munching The Rotten (2005)
- Psycroptic — Symbols Of Failure (2006)
- Spawn of Possession — Noctambulant (2006)
- Panzerchrist — Battalion Beast (2006)
- Ulcerate — Of Fracture And Failure (2006)
- Visceral Bleeding — Absorbing The Disarray (2007)
- Disavowed — Stagnated Existence (2007)
- Sickening Horror — When Landscapes Bled Backwards (2007)
- Corpus Mortale — A New Species Of Deviant (2007)
- Prostitute Disfigurement — Descendants Of Depravity (2008)